# Букарам ди Сопра (Трапани)
Букарам ди Сопра је насеље у Италији у округу Трапани, региону Сицилија.
Према процени из 2011. у насељу је живело 30 становника. Насеље се налази на надморској висини од 200 м.